# Cercle Industrial d'Alcoi
El Cercle Industrial d'Alcoi és una institució cultural d'Alcoi fundada l'1 de gener de 1868. Està situat al carrer de Sant Nicolás número 19, al centre del nucli antic de la localitat.
La seua creació va tindre com a fi el fet de crear una entitat que servira de nexe i punt de trobada i reunió de la societat empresarial, la burgesia i les classes mitjanes alcoianes. També, des dels seus inicis, va desenvolupar finis socioculturals mitjançant nombroses activitats. La història del Cercle Industrial d'Alcoi és fidel reflex de la història econòmica i industrial d'Alcoi.

## Edifici

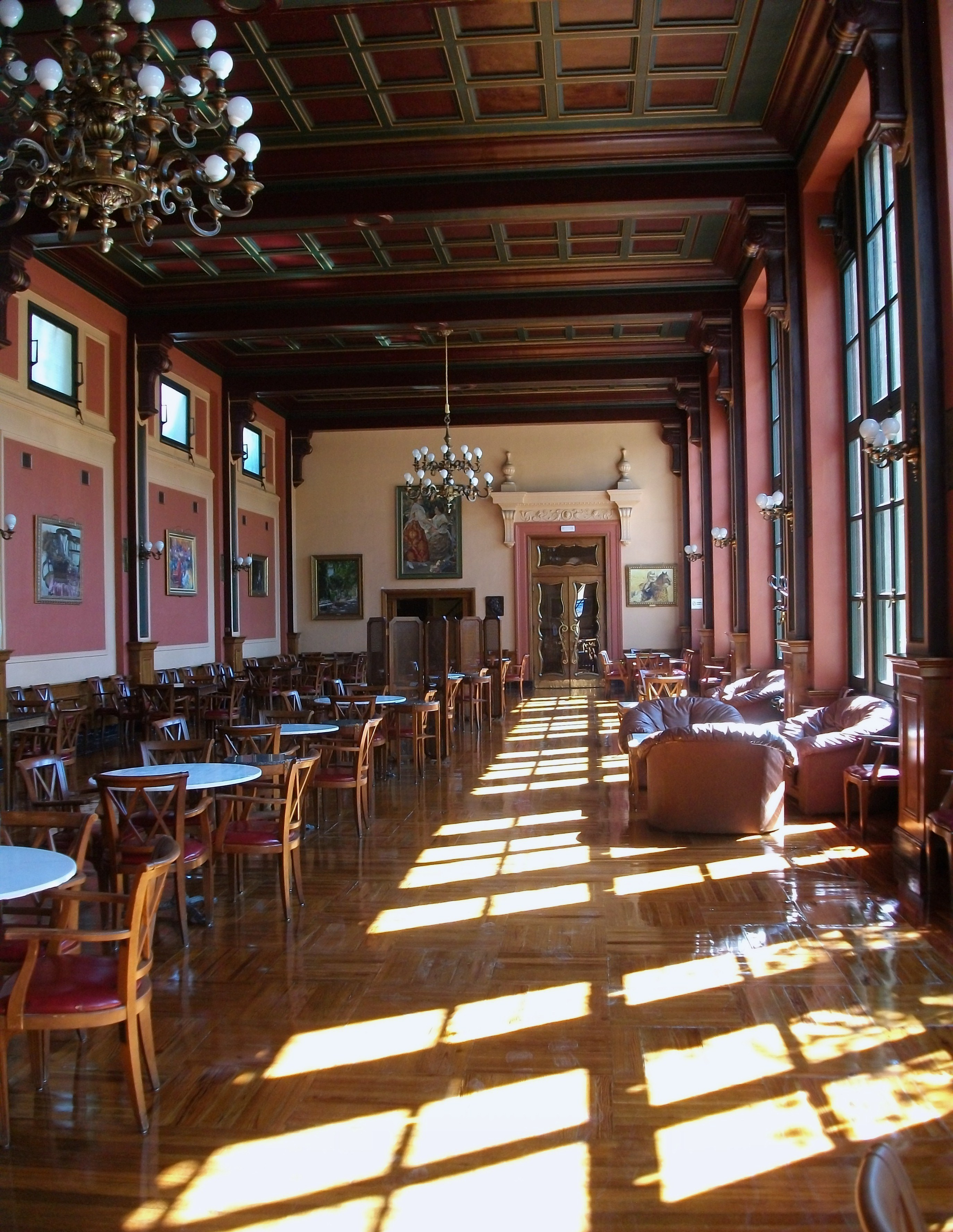
Saló llarg del Cercle Industrial d'Alcoi.

És una de les obres més representatives del modernisme a Alcoi. L'edifici, d'estil modernista valencià, es troba entre els més singulars i millor conservats d'Alcoi, tant en el seu exterior com als seus espais interiors. Té la catalogació de protegit amb el nivell II de Protecció Integral en el Pla General, a més d'estar inventariat per Belles arts i el Col·legi Oficial d'Arquitectes de la Comunitat Valenciana.
El projecte de l'edifici és obra de l'arquitecte contestà Timoteo Briet Montaud i data de 1909, encara que les obres no finalitzarien fins a l'any 1911. Té les característiques del moviment arquitectònic modernista Sezession. Destaca la forja de les baranes de les balconades, els adorns florals i geomètrics i les figures femenines hel·lenístiques de l'última planta.
A l'interior de l'edifici estan presents els estils sezession i art nouveau. Destaca entre les seues estades la biblioteca modernista, el saló rotonda i en el soterrani d'aquest últim, la gruta, obra de l'arquitecte alcoià Vicent Pascual Pastor l'any 1896.
El saló rotonda és obra de Timoteo Briet Montaud. L'autor de les pintures d'estil oriental que decoren aquest saló són obra del pintor alcoià Adolfo Morrió, juntament amb el seu pare, el també pintor Joaquín Morrió. En 1953 es duria a terme una reconstrucció del saló rotonda a càrrec dels arquitectes Roque Monllor Boronat, Joaquín Aracil Aznar i José Tallis Miralles.
La façana ha estat restaurada dues vegades. La primera, l'any 1989, quan li van retornar els seus colors originals en verds clars i més tard, en 2011, cent anys després de la seva construcció.